# Id Tech 4
id Tech 4 (ранее известен как Doom 3 engine — рус. движок Doom 3) — игровой движок, разработанный американской компанией id Software. На его основе были разработаны игры Doom 3 (вместе с аддоном Doom 3: Resurrection of Evil), Quake 4, Prey, Enemy Territory: Quake Wars, Wolfenstein, Brink. Движок был создан Джоном Кармаком, который ранее занимался аналогичной работой по созданию движков для игр серий Doom и Quake. Выход id Tech 4 был заметным событием в истории компьютерных игр, так как на своё время выхода он был одним из самых технологичных и инновационных игровых движков. Движок был выпущен как полностью коммерческий продукт, доступный для лицензирования сторонним компаниям, однако после выхода id Tech 5, id Tech 4 перелицензирован как свободное ПО. Движок «id Tech 4» использует OpenGL в качестве графического интерфейса программирования приложений (англ. API).

## История движка
id Tech 4 вначале планировался как расширение для движка игры Quake III. Первоначально это представлялось как полное переписывание рендеринга движка, при этом все ещё сохраняя другие подсистемы, такие как доступ к файлам и управление памятью. Однако после того, как новая прорисовка (рендеринг) стала функциональна, было принято решение переключиться от языка программирования C к C++. Это потребовало полного реструктурирования и переписывания остальной части движка. Код id Tech 4 сегодня содержит очень небольшие фрагменты кода id Tech 3 (движок Quake III).
На QuakeCon 2007 Джон Кармак, ведущий разработчик игровых движков в id Software, заявил: «I mean I won’t commit to a date, but the Doom 3 stuff will be open source.» (рус. «Я не уверен насчёт даты, но всё связанное с Doom 3 станет с открытым исходным кодом».).
C 23.11.2011 id Tech 4 имеет статус «open source» (с открытым исходным кодом). Первой компьютерной игрой, использующей id Tech 4, стала игра Doom 3, выпущенная 3 августа 2004 года.

## Лицензирование движка
Так как движок id Tech 4 является текущей технологией id Software, поэтому именно он предлагается для лицензирования сторонним компаниям. Лицензия для одной игры стоит фиксированную сумму: $250 000. При этом игра может выходить как на любой из поддерживаемых платформ, так и на всех одновременно. Если лицензиат хочет использовать движок в множестве игр, условия меняются. При покупке движка покупатель получает весь исходный код id Tech 4 и поддержку следующих аппаратно-программных платформ: PC, Mac, Xbox 360 и PlayStation 3. id Software гарантирует поддержку движка, чистоту и стабильность программного кода, а также своевременный выпуск необходимых обновлений к движку. Перед лицензированием покупатель может получить оценочный (пробный) SDK.
В отличие от предшествующих и широко используемых игровых движков id Tech 3 (известен также как Quake III Engine), id Tech 2 (известен также как Quake II Engine) и Quake engine, движок id Tech 4 имеет существенно меньший успех в его лицензировании третьим лицам. Это особенно очевидно по сравнению с его главным конкурентом, движком Unreal Engine 3. Так, движок приобрёл лишь один сторонний разработчик (Human Head Studios) для одной игры (Prey). Причина такого провала в лицензировании id Tech 4 состоит в том, что движок разрабатывался слишком долго. id Tech 3 вышел ещё в 1999 году, и в 2002—2004 годах в id Software не было актуальной и современной технологии для лицензирования. Этим воспользовался главный конкурент id Software — компания Epic Games, которая предоставила свой движок Unreal Engine 2. В результате большинство тех, кто приобрёл Unreal Engine 2, перешло с него на Unreal Engine 3, так как эти движки довольно похожи и, соответственно, переход с одного на другой является более легким, чем переход на полностью другой движок.

## Системные требования
Недостатком движка id Tech 4 было то, что он нуждался в высокопроизводительном графическом ускорителе (например, GeForce FX или Radeon 9700), который был бы по крайней мере совместим с OpenGL 1.3 с полностью программируемыми пиксельными и вершинными шейдерами. К E3 2002 рекомендуемым GPU был Radeon 9700 с 128 Мб видеопамяти; эффективность, продвинутая архитектура и 256-битная шина видеокарты Radeon 9700 были необходимыми для игры в Doom 3 с высокими настройками графики и с играбельной частотой кадров.
Выход id Tech 4 привёл к устареванию графических карт класса GeForce 2, Radeon 7200 и более ранних (RIVA TNT2 и Rage 128), так как движку была необходима поддержка OpenGL 1.3 с расширениями GL_ARB_vertex_program и GL_ARB_fragment_program, которые в этих картах отсутствовали. Также движок не поддерживал программную прорисовку, которую предоставляла серия интегрированных графических карт Intel GMA. В то время, до появления id Tech 4, мощный CPU мог компенсировать слабую графическую плату. Перед выходом Doom 3 Джон Кармак предостерегал игроков, чтобы они не покупали графические платы GeForce 4 MX для игры, так как эти платы поддерживают OpenGL 1.2, который был лишен поддержки пиксельных шейдеров. Однако многие неопытные потребители ошибочно купили именно GeForce 4 MX, спутав их с GeForce 4 Ti. Это заставило id Software добавить в движок официальную поддержку GeForce 4 MX, которая вместо пиксельных шейдеров использовала расширения GL_ARB_texture_env_dot3 и GL_ARB_multitexture, благодаря чему Doom 3 запускалась и на более старых графических платах поколения GeForce 2 и Radeon 7000, хотя они и не обеспечивали комфортной для игры производительности. Энтузиасты запускали Doom 3 и на более старых видеокартах, таких как 3dfx Voodoo 2, однако эти видеокарты были неспособны прорисовывать попиксельное освещение и построение выпуклостей (англ. bump mapping).
В 2012 году, к выходу Doom 3 BFG Edition, движок переработали, добавив поддержку многоядерных процессоров и заменив поддержку устаревшей OpenGL 1.3(1.2) на OpenGL 2.0.

## Технические характеристики
В id Tech 4 добавили множество новых особенностей, отсутствовавших в движке id Tech 3, который предшествовал ему. Они включали построение выпуклостей (англ. bump mapping) с использованием карт нормалей (англ. normal mapping) и бликовое освещение (англ. specular highlighting).
Главным новшеством движка id Tech 4 было использование в нём полностью динамического попиксельного освещения (англ. dynamic per-pixel lighting). До этого времени все предыдущие трехмерные движки основывались прежде всего на предварительно рассчитанном освещении или картах освещения (англ. lightmaps), и несмотря на то, что динамические эффекты были доступны прежде, эффект просто изменял яркость на всем объекте. Подход, используемый в Doom 3, показывал более реалистическое освещение и тени, чем те, что были в предыдущих компьютерных играх.

### Унифицированное освещение и затенение

На скриншоте игры Doom 3 можно увидеть тень на лице и теле зомби, которая создана благодаря технологии Унифицированного освещения и затенения

Унифицированное освещение и затенение — это модель распространения света, которая разработана в 2004 году компанией id Software и внедрена в игровой движок id Tech 4.
Предыдущие трёхмерные игры, такие как Quake III Arena, использовали раздельные модели освещения для определения, как свет освещает игровых персонажей и окружение. Информация про освещение и затенение для игровых уровней и карт была статической, прегенерированной и заранее сохранённой, в то время как эта же информация для игровых персонажей просчитывалась в режиме реального времени (на лету).
Doom 3, первая игра на движке id Tech 4, использует унифицированную модель, которая генерирует освещение и затенение «на лету». Это означает, что любые источники света влияют на всю сцену, а не только на её заранее определённую часть. К возможностям этой технологии относится возможность самозатенения (англ. self-shadowing), которое реализуется с помощью теневых объёмов (англ. shadow volumes). С использованием теневых объёмов персонажи могут отбрасывать тени сами на себя: например, подбородок человека может отбрасывать тень на его грудь.

### Технология «Мегатекстура»
Технология мегатекстуры (англ. MegaTexture) была добавлена в оригинальную версию id Tech 4. Единственная массивная текстура (32 768 x 32 768 пикселей) покрывает всю карту полигонов и высокодетализированный ландшафт. Мегатекстура может также хранить физическую информацию о ландшафте типа силы тяжести в определённых областях или указывать, какой звуковой эффект должен проигрываться, если игрок двигается по определённым частям карты, то есть ходьба по скале будет казаться отличной от ходьбы по траве. Ожидается, что использование мегатекстуры приведёт к значительно более детальной сцене, чем большинство существующих технологий, использующих так называемые «плиточные» (англ. tile) текстуры, а также добавит инструмент создания ландшафта т. н. «MegaGen». Технология «Мегатекстура» применена в играх Enemy Territory: Quake Wars и Rage.

## Список игр, использующих id Tech 4
| Название игры                | Дата выхода           | Компания-разработчик | Комментарии |
| ---------------------------- | --------------------- | -------------------- | --- |
| Doom 3                       | 3 августа 2004 года   | id Software          | Первая игра на движке id Tech 4. |
| Doom 3: Resurrection of Evil | 4 апреля 2005 года    | Nerve Software       | Аддон к Doom 3, движок не изменён. |
| Quake 4                      | 18 октября 2005 года  | Raven Software       | Движок оптимизирован для многопоточности. |
| Prey                         | 11 июля 2006 года     | Human Head Studios   | Существенное изменение движка силами Human Head Studios. Добавлены динамические порталы. |
| Enemy Territory: Quake Wars  | 28 сентября 2007 года | Splash Damage        | Первая игра на движке, использующая «Мегатекстуру». Также добавлен HDR и многие другие технологии. |
| Wolfenstein                  | 18 августа 2009 года  | Raven Software       | Добавлены эффекты глубины резкости, мягкие тени, различные эффекты пост-процессинга, физический движок Havok, новые шейдеры. |
| Brink                        | 10 мая 2011 года      | Splash Damage        | Улучшенная прорисовка, оптимизация под многопоточность. |
| Doom 3 BFG Edition           | 19 октября 2012       | id Software          | Специальное издание оригинальной Doom 3 и дополнения Resurrection of Evil, дополненное новой кампанией The Lost Mission. Графически движок был модифицирован id Software — добавлена поддержка стереоизображения, улучшена система освещения. |
| Prey 2                       | отменён               | Human Head Studios   | Дальнейшее изменение движка силами Human Head Studios |
| The Dark Mod                 | 8 октября 2013        | The Dark Mod Team    | бесплатная компьютерная игра в жанре стелс от первого лица с открытым исходным кодом, вдохновленная серией Thief от Looking Glass Studios |